# Alameda de la Sagra
Alameda de la Sagra – miejscowość w Hiszpanii położona w powiecie La Sagra, w regionie Kastylia-La Mancha. Gmina Alameda de la Sagra graniczy z gminą Borox, Añover de Tajo, Villaseca de la Sagra, Cobeja i Pantoja, należące do prowincji Toledo.

## Zabytki
- Kościół Wniebowzięcia Najświętszej Maryi Panny